# Диабетическая ретинопатия
Диабети́ческая ретинопати́я — поражение сетчатки глаза диабетического происхождения. Является одним из наиболее тяжёлых осложнений сахарного диабета; проявляется в виде диабетической микроангиопатии, поражающей сосуды сетчатой оболочки глазного яблока, наблюдаемой у 90% пациентов при сахарном диабете. Наиболее часто развивается при длительном течении сахарного диабета. Своевременное офтальмологическое обследование позволяет выявить развитие ретинопатии на ранней стадии. Нарушение зрения — одно из инвалидизирующих проявлений сахарного диабета. Слепота у пациентов с сахарным диабетом наступает в 25 раз чаще, чем среди лиц, не страдающих этим недугом.

## Этиология
Длительно существующая гипергликемия. Есть мнение о значении иммунного фактора в происхождении ретинопатии.

## Патогенез
Патогенез диабетической ретинопатии сложен. Ведущим звеном являются расстройства микроциркуляции, связанные с наследственными особенностями строения сосудов сетчатки и метаболическими сдвигами, сопровождающими сахарный диабет.
При сахарном диабете гемато-ретинальный барьер, препятствующий проникновению в ткань сетчатки крупных молекул из кровеносных сосудов, становится более проницаемым, что приводит к попаданию в сетчатку нежелательных веществ.
В развитии симптомов отмечается определённая последовательность: вазодилатация → увеличение кровотока → поражение эндотелия → закупорка капилляров → повышение проницаемости → образование артериовенозных шунтов и микроаневризм → неоваскуляризация → кровоизлияния → дегенерация и дезорганизация.

## Классификация
В 1992 Kohner E. и Porta M. предложена принятая ВОЗ классификация диабетической ретинопатии, которая в настоящее время является общепринятой:
- Непролиферативная ретинопатия (диабетическая ретинопатия I) — характеризуется наличием в сетчатой оболочке глаза патологических изменений в виде микроаневризм, кровоизлияний (в виде небольших точек или пятен округлой формы (встречаются и штрихообразные), тёмного цвета, локализованные в центральной зоне глазного дна или по ходу крупных вен в глубоких слоях сетчатки), экссудативных очагов (локализующихся в центральной части глазного дна, жёлтого или белого цвета с чёткими или расплывчатыми границами) и отёка сетчатки. Отёк сетчатки, локализующийся в центральной (макулярной) области или по ходу крупных сосудов — важный элемент непролиферативной диабетической ретинопатии.
- Препролиферативная ретинопатия (диабетическая ретинопатия II) — характеризуется наличием венозных аномалий (чёткообразность, извитость, наличие петель, удвоение и/или выраженные колебания калибра сосудов), большим количеством твёрдых и «ватных» экссудатов, интраретинальными микрососудистыми аномалиями (ИРМА), множеством крупных ретинальных геморрагий.
- Пролиферативная ретинопатия (диабетическая ретинопатия III) — характеризуется неоваскуляризацией диска зрительного нерва и/или других отделов сетчатой оболочки глаза, кровоизлияниями в стекловидное тело, образованием фиброзной ткани в области преретинальных кровоизлияний. Новообразованные сосуды весьма тонкие и хрупкие — часто возникают повторные кровоизлияния, способствующие отслойке сетчатки. Новообразованные сосуды радужной оболочки глаза (рубеоз) часто приводят к развитию вторичной (рубеозной) глаукомы.

## Клиническая картина
Начальные стадии поражения характеризуются отсутствием глазных симптомов (снижения остроты зрения, боли и других). Потеря или снижение остроты зрения — поздний симптом, сигнализирующий о далеко зашедшем, необратимом процессе (не следует пренебрегать современным плановым офтальмологическим исследованием).
Основная причина потери зрения — диабетическая ретинопатия, различные проявления которой выявляются у 80—90% пациентов. По данным академика Ефимова А. С., при офтальмологическом исследовании 5 334 лиц с сахарным диабетом ретинопатия различной степени выраженности выявлена у 55,2% пациентов (I стадия — 17,6%, II стадия — 28,1%, III стадия — у 9,5%). Полная потеря зрения среди всех обследованных составила около 2%.
Ретинопатия — поражение сосудов сетчатки. Основные «мишени» для структурных изменений в сетчатке:
1. артериолы — липогиалиновый артериосклероз («плазматический васкулёз»), наиболее поражаемы прекапиллярные артериолы и капилляры в задней области глазного дна;
2. вены — расширение и деформация;
3. капилляры — дилатация, увеличение проницаемости, местная закупорка капилляров, вызывающая перикапиллярный отёк; дегенерация внутристеночных перицитов с пролиферацией эндотелия, утолщение базальных мембран, образование микроаневризм, кровоизлияния, артериовенозные шунты, неоваскуляризация;
4. набухание волокон striatum opticum, просматривающееся как серые области и облаковидные пятна, выраженные экссудаты, отёк диска зрительного нерва, атрофия и отслоение сетчатки[5].

## Диагностика
Не реже 1 раза в год лицам с сахарным диабетом проводят офтальмологическое обследование, включающее расспрос, измерение остроты зрения и офтальмоскопию (после расширения зрачка) для выявления экссудатов, точечных кровоизлияний, микроаневризм и пролиферации новых сосудов. В идеале обследование проводит офтальмолог, имеющий опыт работы в диабетологической клинике.

## Лечение
Лечение диабетической ретинопатии комплексное, проводится эндокринологом и окулистом. Немаловажное значение имеет правильное питание и инсулинотерапия. Важно ограничить в рационе жиры, заменить жир животного происхождения растительным, исключить легкоусваиваемые углеводы (сахар, конфеты, варенье), а также широко использовать продукты, содержащие липотропные вещества (творог, рыба, овсяная крупа), фрукты, овощи (кроме картофеля). Немаловажное значение отводят витаминотерапии, особенно группы B (B1, B2, B6, B12, B15) внутрь и парентерально. Протекторное действие на сосудистую стенку оказывают витамины C, P, E (3—4 раза в год, курсом 1 месяц). К ангиопротекторам относятся ангинин (продектин), дицинон, доксиум. Препараты принимают по назначению врача.
- При диабетической ретинопатии I стадии (непролиферативная ретинопатия) показаны частые повторные офтальмологические исследования. Врач должен проверить, насколько правильно пациент контролирует уровень глюкозы в крови.
- При диабетической ретинопатии II или III стадии (соответственно препролиферативная и пролиферативная ретинопатия) показана лазерная фотокоагуляция[10].

В ходе недавнего исследования DIRECT оценивалось использование блокатора ренин-ангиотензиновых рецепторов (РАС) кандесартана при сахарном диабете 1 и 2 типа. Применение кандесартана не снизило прогрессирование ретинопатии. В ходе исследования отмечалась тенденция к снижению тяжести ретинопатии. В менее обширном исследовании RASS было показано, что развитие ретинопатии при сахарном диабете 1 типа замедляется при блокаде РАС с помощью лосартана и ингибитора ангиотензин-превращающего фермента эналаприла. Таким образом, применение блокаторов РАС может быть целесообразным у пациентов с диабетом 1 типа и ретинопатией, но не при диабете 2-го типа.
Диабетическую ретинопатию связывают с рядом эпигенетических нарушений, в том числе метиляцией генов Sod2 и MMP-9 и избыточной транскрипцией гена LSD1. В настоящее время рассматривается возможность применения эпигенетической терапии для их коррекции.
- Моноклональные антитела: фарицимаб

## Прогноз
В запущенных случаях и при сочетании сахарного диабета с гипертонической болезнью, атеросклерозом весьма серьёзен.

## Профилактика
В развитии и прогрессировании ретинопатии при всех типах сахарного диабета существенная роль отводится качеству компенсации основного заболевания. Усугубляют течение ретинопатии при сахарном диабете развитие артериальной гипертензии и диабетической нефропатии, часто сочетающейся с ретинопатией. Атеросклероз наиболее интенсивно прогрессирует среди лиц с сахарным диабетом молодого возраста и протекает тяжелее — в связи с наличием микроангиопатии возможности создания коллатерального кровообращения снижены. В целях своевременной диагностики каждый пациент с сахарным диабетом должен быть осмотрен офтальмологом не менее 1 раза в год и при возникновении соответствующих жалоб.
Для предупреждения тяжёлых сосудистых поражений глаз необходимо раннее их выявление — молодые лица с сахарным диабетом должны быть обследованы офтальмологом не реже 1 раза в 6 месяцев. Особое внимание следует уделять состоянию глаз пациентов, длительно болеющих сахарным диабетом — с увеличением длительности сахарного диабета нарастает частота выявления диабетической ретинопатии.
Единственным надёжным фактором профилактики диабетической ретинопатии основой лечения всех её стадий является оптимальная компенсация сахарного диабета (уровень гликозилированного гемоглобина HbA1C < 7,0%).